# Білоглинка (Україна)
Білогли́нка (до 1948 року — Актачи́-Кия́т, крим. Aqtaçı Qıyat)  — село Сімферопольського району Автономної Республіки Крим.
Село витягнулося уздовж лівого берега річки Салгир, біля Євпаторійського шосе. Від шосе його відокремлює смуга старих яблуневих і грушевих садів, які в останні роки інтенсивно забудовуються. Нині село впритул наблизилося до північно-західної околиці кримської столиці.
У селі значиться 2030 жителів.

## Історія
Під час Кримського ханства, наприкінці XVIII століття, на північний захід від Акмєсджита (нинішнього Сімферополя), в долині Салгира, розташовувалося велике поселення Кият, що складалося з чотирьох відносно самостійних ділянок, записаних в Камеральному Описі Криму.
18 листопада 1993 року поблизу Білоглинки у дорожньо-транспортній пригоді загинув Народний депутат України 1-го скликання Яків Аптер.
У 2012 році в селі побудували дерев'яну церкву Амвросія Оптинського, Московського патріархату, у 2018 році методом народного будівництва почали зводити мечеть. 

## Релігія
Актачи-Кият Джамі

## Населення

### Мова
Розподіл населення за рідною мовою за даними перепису 2001 року:
| Мова              | Кількість | Відсоток |
| ----------------- | --------- | -------- |
| російська         | 1546      | 74.69%   |
| кримськотатарська | 327       | 15.80%   |
| українська        | 170       | 8.21%    |
| білоруська        | 7         | 0.34%    |
| вірменська        | 1         | 0.05%    |
| болгарська        | 1         | 0.05%    |
| інші/не вказали   | 18        | 0.86%    |
| Усього            | 2070      | 100%     |